# Route nationale 71 (Algérie)
Pour les articles homonymes, voir Route nationale 71.
La route nationale 71 est une route d'Algérie qui relie la région de Dellys à Ath-Yenni dans le Djurdjura, en Kabylie. 

## Tracé de la RN 71
Elle va de la RN24 dans la commune de Aâfir jusqu'à la RN30 à l'entrée sud de Ath-Yenni, la RN 12 de la ville de Azazga et la RN 30 au village de  Buɛednan (Commune de Iboudraren) via la ville de Ain El Hammam dans la wilaya de Tizi Ouzou, en Kabylie, Algérie. 
Elle relie la N24 sur la côte méditerranéenne à l'est de Dellys à la N30 au sud de Ath-Yenni. Elle traverse la commune de Aɛfir du nord au sud, elle va vers l'est pour croiser la RN72, passe au nord de Makouda  et sud  Mizrana où elle traverse la CW 03 et RN72 sur les hauteurs de la crête et touchants le flanc sud du village TIFRA Tigzirt ;   de et de Boudjima et traverse le chef-lieu de la commune de Aghrib où elle croise la RN73, puis elle passe par le centre-ville de Azazga où elle croise avec la RN12. Elle traverse, ensuite, les villages de Cheurfa n'Bahloul et Ait Bouada (At Buɛḍa en kabyle) de la commune de Azazga puis le territoire de la commune Ifigha daira de Azazga; le lieu-dit Tirẓaẓin, dit aussi Bubhir, les villages de Tagounits, Koukou, Tafrawt et Ait Hichem de la commune Aït Yahia daira de Ain El Hammam, puis elle traverse la ville de Ain El Hammam où elle croise la RN 15 qui relie Sikh Oumedour (oued Aissi) à Imecdalen M'Chedallah (RN 12 à RN 5). la RN 71 va ensuite passer par les villages de Waɣzen (Waghzen), Tililit, At Ɛilem (Ait Ailem) dans Lɛarc de At Menguellat, puis arrive à Ssuq-Lḥed de Iɛeṭṭafen (Yattafene) et va rejoindre la RN 30 au nord du village de At-Eurbah (commune de Iboudraren) dans la daira de Ath Yenni.

## Histoire
La RN 71 est l'ancien CW 17.